# (26917) Pianoro
(26917) Pianoro est un astéroïde de la ceinture principale.

## Description
(26917) Pianoro est un astéroïde de la ceinture principale. Il fut découvert le 15 septembre 1996 à Pianoro par Vittorio Goretti. Il présente une orbite caractérisée par un demi-grand axe de 3,03 UA, une excentricité de 0,11 et une inclinaison de 24,0° par rapport à l'écliptique.

## Compléments